# 쟈스민 버크

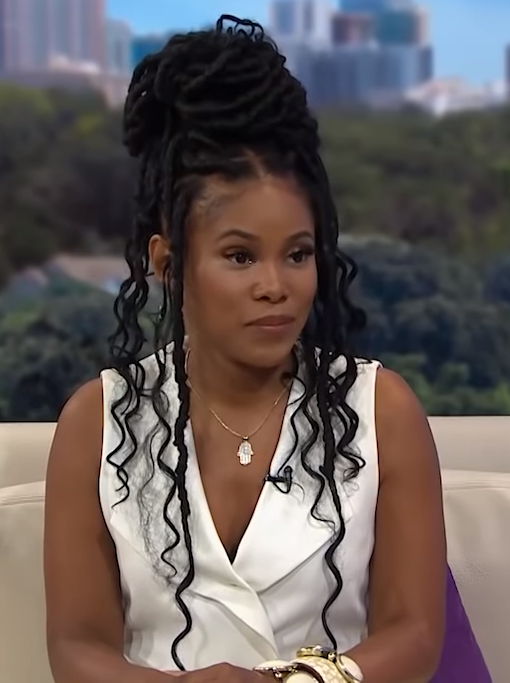

쟈스민 버크(Jasmine Burke, 1983년 8월 13일 ~ )는 미국의 배우, 텔레비전 배우, 영화배우이다.
애틀랜타에서 태어났다.

## 영화
- 라이드 어롱 (2014년) - 지나 역
- 레스티투션 (2013년)
- 엑셉턴스 (2009년)